# Wilfred Ndidi
Wilfred Ndidi, né le 16 décembre 1996 à Lagos au Nigeria, est un footballeur international nigérian qui évolue au poste de milieu défensif au Beşiktaş JK.

## Biographie

### KRC Genk
Né à Lagos au Nigeria, Wilfred Ndidi est formé dans le club local du Nath Boys FC. En 2014, après un essai convaincant, Wilfred Ndidi rejoint le KRC Genk en Belgique. Il joue son premier match avec l'équipe première de Genk le 31 janvier 2015, lors d'une rencontre de Jupiler Pro League face au RSC Charleroi, où il est titularisé dans rôle inédit pour lui d'arrière gauche. Son équipe s'incline sur le score de un but à zéro ce jour-là.
Un an plus tard, le 15 janvier 2016, il inscrit son premier but en professionnel en ouvrant le score lors de la victoire de son équipe en championnat face au SV Zulte Waregem (2-1). Il s'impose comme un titulaire au milieu de terrain lors de cette saison 2015-2016, jouant un total de 43 matchs et inscrivant 4 buts. Il joue un rôle important lors des plays-off, en marquant plusieurs buts dont un le 19 mai 2016 face au RSC Anderlecht, où il est également l'auteur d'une passe décisive, contribuant à la victoire de son équipe (5-2).

### Leicester City
En janvier 2017, Wilfred Ndidi rejoint Leicester City. Le transfert est annoncé dès décembre 2016,.
Avec Leicester, Ndidi découvre la Ligue des champions, jouant son premier match dans la compétition le 22 février 2017, en étant titularisé lors du huitième de finale aller face au Séville FC (défaite 2-1 de Leicester).
Blessé aux adducteurs à la fin du mois de septembre 2020, l'absence de Ndidi est estimée à trois mois. Il fait toutefois son retour à l'entraînement à la mi-novembre. Le milieu défensif nigérian fait finalement son retour à la compétition lors d'un match de Ligue Europa, le 3 décembre 2020 face au Zorya Louhansk, contre qui son équipe s'incline (1-0).
Le 25 novembre 2021, Ndidi se fait remarquer en inscrivant un but en Ligue Europa face au Legia Varsovie. Son équipe l'emporte par trois buts à un ce jour-là.
Il ne peut empêcher la relégation de son équipe, Leicester City terminant à la 18e place du championnat à l'issue de la saison 2022-2023.

### En sélection
Avec la sélection nigériane, il participe au Tournoi de Toulon en 2013. Il dispute ensuite la Coupe du monde des moins de 20 ans 2013 qui se déroule en Turquie, puis la Coupe du monde des moins de 20 ans 2015 organisée en Nouvelle-Zélande. Il joue un total de 7 matchs en Coupe du monde des moins de 20 ans.
Wilfred Ndidi honore sa première sélection avec l'équipe nationale du Nigeria le 8 octobre 2015, lors d'un match amical face à la RD Congo. Il entre en jeu à la place d'Ogenyi Onazi lors de cette rencontre perdue par son équipe (0-2). Trois années plus tard, il est convoqué par Gernot Rohr pour disputer la Coupe du monde 2018 en Russie. Ndidi disputera la totalité des matchs face à la Croatie, l'Islande et l'Argentine. Les nigérians sortiront dès la phase de poules. Un an plus tard, il est de nouveau convoqué pour disputer la Coupe d'Afrique des nations 2019. Les nigérians termineront troisième du tournoi en s'imposant durant la petite finale face à la Tunisie 1-0.  
En décembre 2021, Ndidi est retenu par le sélectionneur Gernot Rohr pour participer à la coupe d'Afrique des nations 2021. Le Nigeria s'inclinera en huitièmes de finales face à cette même Tunisie (1-0). 
Le 29 décembre 2023, il est retenu dans la liste des vingt-cinq joueurs nigérians sélectionnés par José Peseiro pour disputer la Coupe d'Afrique des nations 2023. Le 3 janvier 2024, Ndidi déclare finalement forfait en raison d'une blessure et est ainsi absent pour cette compétition. Il est remplacé par Alhassan Yusuf.

## Statistiques
| Saison                | Club                  | Championnat           | Championnat | Championnat | Coupe(s) nationale(s) | Coupe(s) nationale(s) | Compétition(s) continentale(s) | Compétition(s) continentale(s) | Compétition(s) continentale(s) | Nigeria | Nigeria | Total | Total |
| Saison                | Club                  | Division              | M.          | B.          | M.                    | B.                    | Comp.                          | M.                             | B.                             | M.      | B.      | M.    | B.    |
| 2014-2015             | KRC Genk              | Jupiler Pro League    | 6           | 0           | -                     | -                     | -                              | -                              | -                              | -       | -       | 6     | 0     |
| 2015-2016             | KRC Genk              | Jupiler Pro League    | 38          | 4           | 5                     | 0                     | -                              | -                              | -                              | 3       | 0       | 46    | 4     |
| 2016-2017             | KRC Genk              | Jupiler Pro League    | 19          | 0           | 3                     | 1                     | C3                             | 12                             | 2                              | 3       | 0       | 37    | 3     |
| Sous-total            | Sous-total            | Sous-total            | 63          | 4           | 8                     | 1                     | -                              | 12                             | 2                              | 6       | 0       | 89    | 7     |
| 2016-2017             | Leicester City        | Premier League        | 17          | 2           | 2                     | 1                     | C1                             | 4                              | 0                              | 2       | 0       | 25    | 3     |
| 2017-2018             | Leicester City        | Premier League        | 33          | 0           | 5                     | 1                     | -                              | -                              | -                              | 11      | 0       | 49    | 1     |
| 2018-2019             | Leicester City        | Premier League        | 38          | 2           | 2                     | 0                     | -                              | -                              | -                              | 10      | 0       | 50    | 2     |
| 2019-2020             | Leicester City        | Premier League        | 32          | 2           | 7                     | 0                     | -                              | -                              | -                              | 7       | 0       | 46    | 2     |
| 2020-2021             | Leicester City        | Premier League        | 25          | 1           | 5                     | 0                     | C3                             | 4                              | 0                              | 3       | 0       | 37    | 1     |
| 2021-2022             | Leicester City        | Premier League        | 19          | 0           | 4                     | 0                     | C3+C4                          | 4+4                            | 1+1                            | 5       | 0       | 36    | 2     |
| 2022-2023             | Leicester City        | Premier League        | 27          | 0           | 3                     | 0                     | -                              | -                              | -                              | 6       | 0       | 36    | 0     |
| 2023-2024             | Leicester City        | Championship          | 32          | 4           | 4                     | 2                     | -                              | -                              | -                              | 5       | 0       | 41    | 6     |
| 2024-2025             | Leicester City        | Premier League        | 28          | 0           | 2                     | 1                     | -                              | -                              | -                              | 8       | 0       | 38    | 1     |
| Sous-total            | Sous-total            | Sous-total            | 252         | 11          | 34                    | 5                     | -                              | 16                             | 2                              | 57      | 0       | 359   | 18    |
| 2025-2026             | Besiktas JK           | Süper Lig             | 1           | 0           | 0                     | 0                     | -                              | -                              | -                              | 0       | 0       | 1     | 0     |
| Total sur la carrière | Total sur la carrière | Total sur la carrière | 317         | 15          | 42                    | 6                     | -                              | 28                             | 4                              | 63      | 0       | 450   | 25    |

## Palmarès

### En club
- Leicester City
  - Coupe d'Angleterre
    - Vainqueur: 2021.

  - Community Shield
    - Vainqueur : 2021.

  - EFL Championship 
    - Champion :  2024.